# Grafort Sapporo Station Tower
La Grafort Sapporo Station Tower (D'グラフォート札幌ステーションタワー)) est un gratte-ciel construit à Sapporo de 2004 à 2007 dans le nord du Japon. Il abrite 360 logements et mesure 143 mètres de hauteur sur 40 étages.
C'est le deuxième plus haut gratte-ciel de Sapporo.
La surface de plancher de l'immeuble est de 46 604 m2.
Les architectes sont la société Taisei Corporation et la société Daiwa.